# Bitwa o Fort Carillon
Bitwa o Fort Carillon (później znany jako Fort Ticonderoga, położony u wybrzeża jeziora Champlain na terenie obecnego stanu Nowy Jork) – starcie zbrojne, które miało miejsce w dniach 7–8 lipca 1758 roku podczas wojny o kolonie amerykańskie stanowiącej północnoamerykański front wojny siedmioletniej. Zakończyło się zwycięstwem Francuzów pod dowództwem Louisa-Josepha de Montcalm nad przeważającymi liczebnie siłami brytyjskimi generała Jamesa Abercrombie. Niektórzy wojskowi historycy uważają bitwę o Fort Carillon za klasyczny przykład wojskowej niekompetencji. Abercrombie, pewny szybkiego zwycięstwa, zignorował kilka możliwości na odniesienie sukcesu jak oflankowanie nieprzyjaciela, zaczekanie na ciężką artylerię, odcięcie fortu od zaopatrzenia. Zamiast tego zdecydował się na czołowy atak.

## Wstęp
Fort umieszczany przesmyku między jeziorami Champlain i George, był strategicznym punktem w konflikcie. Umożliwiał on Francuzom marsz na południe od Quebecu i doliny Rzeki Świętego Wawrzyńca wzdłuż jeziora Champlain w kierunku do doliny rzeki Hudson. Ukształtowanie terenu sprzyjało obrońcom. Fort z trzech stron otoczony był wodą, zaś na połowie czwartej – przez bagno. Pozostała część została mocno umocniona wysokimi wałami, wspartymi i flankowanymi przez trzy baterie, zaś od czoła fort chroniony był przez ostrokół z zaostrzonymi końcami zwróconymi na zewnątrz. Fort kontrolował południowy kraniec jeziora Champlain i dostęp do doliny rzeki Hudson.
Brytyjska armia skierowana do zdobycia fortu liczyła łącznie 16 000 ludzi. Była to największa siła jaką do tej pory skoncentrowano w Ameryce Północnej. Spośród nich, 6000 żołnierzy należało do sił regularnych. 6 lipca siły te ruszyły w kolumnach na fort, osłaniane na skrzydłach przez Rangersów Rogersa.

## Bitwa

### 7 lipca
7 lipca Abercrombie wznowił pochód na fort. Droga nie była jednak przystosowana dla tak wielkiej armii i wkrótce wojsko rozciągnęło się na wielkim obszarze. Rangersi Rogersa zostali posłani do przodu jako przednia straż, aby uniemożliwić przeciwnikowi frontalny atak.
Lekka piechota lorda Howe, która przejęła ochronę eksponowanej flanki zaangażowała się w małą strzelaninę z francuskimi patrolami. Ta strzelanina pomimo taktycznego sukcesu zakończyła się śmiercią Lorda Howe podczas gdy ścigał wycofujących się Francuzów.
Przypuszcza się, iż śmierć Howe doprowadziła do brytyjskiej klęski, ponieważ spowodowała, iż Abercrombie wysunął naprzód swe działa. Wieczorem jednak wycofał je ponownie na tyły co doprowadziło do zmęczenia ludzi i zwierząt.
Wieczorem 7 lipca Abercrombie otrzymał informację, iż 3 000 francuskich posiłków jest w drodze i wkrótce przybędzie.

### 8 lipca
Rankiem 8 lipca Abercrombie był zdeterminowany wykorzystać swą liczebną przewagę, zanim ją straci po przybyciu posiłków francuskich. Brytyjczycy stanęli wobec silnie umocnionych francuskich pozycji. Podczas gdy fort wciąż znajdował się w budowie, Francuzi wznieśli wysokie wały, wzmocnione przez trzy baterie. Ukształtowanie terenu dawało Brytyjczykom tylko jeden wyraźny kierunek ataku, który był zablokowany umocnieniami wzmocnionymi zaostrzonymi palami. Abercrombie pośpiesznie rozwinął armię na pozycjach, nie czekając na działa wciąż znajdujące się w drodze.
Bitwa została rozpoczęta przez Rangersów Rogersa, którzy wysłali zwiadowców pod wały. Rangersi potem usunęli się z drogi regularnych sił. Pierwszy uderzył Regiment Highlanders (bez rozkazu), wyprzedzając resztę z armii. Francuskie pozycje były takiego rodzaju, iż umożliwiały prowadzenie miażdżącego ognia na atakujących Brytyjczyków, więc wkrótce uderzenie załamało się. Abercrombie był zmuszony nakazać odwrót. Highlanderzy, mimo że zaatakowali pierwsi, jako ostatni się wycofali i to oni ponieśli największe straty.